# Posad
Posad (in russo посад?) è una parola russa che definisce un insediamento, spesso circondato da mura e fossato, costruito adiacente a una città o un cremlino o ad un monastero nel periodo tra X e XV secolo. Solitamente era abitato da artigiani e mercanti, detti posadskije ljudi (gente del posad).
All'epoca dell'Impero russo la parola definiva un insediamento semiurbano.
Alcuni posad divennero col tempo città. Quelli nati vicino a un cremlino spesso crearono toponimi locali come Nagornij Posad e Kazanskij Posad per il centro storico di Kazan'. Da quelli vicino a monasteri nacquero città che presero il nome dal monastero, come ad esempio Sergiev Posad che prende il nome dal vicino Troice-Sergieva Lavra. 